# Ulpius-ház Könyvkiadó
Az Ulpius-ház Könyvkiadó budapesti székhelyű magyar könyvkiadó, melyet 1998-ban hozott létre Kepets András. 2016-ban felszámolás alá került.

## Története
A kiadó nevét Szerb Antal Utas és holdvilág című kötete ihlette. Az első kiadott könyvük Mark Twain Puddingfejű Wilson című műve volt.
2002-ben elnyerte az Év kiadója címet.

## Működése
A kiadó a piaci viszonyokat vette figyelembe, korábban főként nagy sikerű külföldi regények fordításaival vált ismertté, később azonban magyar szerzőket is elkezdett kiadni. A magyar szerzőkkel a kiadó hosszú távú, öt-nyolcéves szerződést kötött.
Kepets András szerint a kiadó számára a nagy sikerű bestsellerek tették lehetővé, hogy a kisebb számú olvasóközönséget vonzó igazi szépirodalmi műveket is ki tudják adni.
Évente átlagosan 60 új könyvet jelentettek meg.
2015. március 17-én a kiadó csődvédelmet kért. Az okok között volt a könyvpiacot sújtó válság, illetve a kiadó túl gyors ütemű terjeszkedése.

## Válogatott magyar szerzők
- Cserna-Szabó András
- Czifrik Balázs
- Fábián Janka
- Fejős Éva
- Fliegauf Benedek
- Frei Tamás
- Gerlóczy Márton
- Hamvai Kornél
- Harcos Bálint
- Hazai Attila
- Karafiáth Orsolya
- Lakatos Levente
- Maros András
- Méhes György
- Nagy Koppány Zsolt
- Nagy Gergely
- Orbán János Dénes
- Salamon Pál
- Szálinger Balázs
- Teslár Ákos
- Ugron Zsolna
- Vass Virág

## Nobel-díjas szerzők
- Orhan Pamuk
- Doris Lessing
- Jean-Marie Gustave Le Clézio